# Sebastian Lotzkat
Sebastian Lotzkat (* 4. September 1981 in Friedberg, Hessen) ist ein deutscher Biologe. Er ist Herpetologe und Science-Slammer. Sein Forschungsschwerpunkt sind die Amphibien und Reptilien Panamas und Venezuelas.

## Leben
Nach seinem Abitur am Kaiserin-Friedrich-Gymnasium in Bad Homburg vor der Höhe studierte Lotzkat Biologie an der Johann Wolfgang Goethe-Universität Frankfurt am Main, wo er im Jahr 2007 mit der Arbeit Taxonomie und Zoogeographie der Herpetofauna des Nirgua-Massivs, Venezuela sein Diplom erlangte und im Jahr 2015 mit der Dissertation Diversity, taxonomy, and biogeography of the reptiles inhabiting the highlands of the Cordillera Central (Serranía de Talamanca and Serranía de Tabasará) in western Panama unter der Leitung von Bruno Streit, Wolfgang Böhme und Gunther Köhler zum Doktor der Naturwissenschaften promoviert wurde. Hierfür verbrachte er rund ein Jahr in den Regenwäldern Panamas, um die Artenvielfalt der Reptilien und Amphibien zu studieren.  Im Oktober 2006 gelang Lotzkat und Andreas Hertz die Wiederentdeckung der Froschart Agalychnis medinae am Cerro Zapatero in Venezuela, eine Art, die seit 1974 für verschollen gehalten wurde. 2007 entdeckte er im venezolanischen Bundesstaat Yaracuy die Froschart Mannophryne neblina wieder, die seit ihrer Entdeckung im Jahr 1956 nicht mehr gesichtet wurde. Im selben Jahr wurde er wissenschaftlicher Mitarbeiter an der herpetologischen Abteilung der Senckenberg Gesellschaft für Naturforschung. Neben seiner wissenschaftlichen Arbeit konzipiert und realisiert er unter anderem im Senckenberg Naturmuseum und im Palmengarten Frankfurt Führungen, Workshops, Vorträge und Exkursionen. Im Jahr 2015 schrieb er einen Beitrag für das Buch Genial geschützt: Raffinierte Verpackungen in der Natur und im Jahr 2016 veröffentlichte er die Bücher Landflucht der Wildtiere und Keine Bange vor der Schlange. Letzteres brachte Lotzkat auch als Science-Slam auf die Bühne, wofür er im April 2016 beim Science Slam Esslingen ausgezeichnet wurde. Weitere Science-Slams sind Wer bin ich – und wenn ja, wie viele aus dem Jahr 2014 und Klima wandelt Vielfalt aus dem Jahr 2016. Im Jahr 2017 wurde er mit dem Werner und Inge Grüter-Preis für Wissenschaftsvermittlung ausgezeichnet.
Lotzkat ist Mitglied des Naturschutzbund Deutschland, der Gesellschaft für Tropenökologie und der Deutschen Gesellschaft für Herpetologie und Terrarienkunde. Er war, oftmals mit Andreas Hertz und Gunther Köhler, an den wissenschaftlichen Erstbeschreibungen zu Diasporus citrinobapheus, Ecnomiohyla bailarina, Bolitoglossa indio und Norops benedikti beteiligt.